# Station Bedhampton
Bedhampton is een spoorwegstation in Engeland. 